# Montà (profeta)
Montà o Montanus va ser un teòleg i heresiarca cristià del segle II, inspirador de la doctrina coneguda com a montanisme. No ha sobreviscut cap dels seus escrits; tota la informació que se'n té ens ha arribat principalment d'Eusebi de Cesarea i d'Epifani I de Constantinoble (que no eren seguidors de Montà).
No se'n sap la data ni el lloc de naixement, però sembla que va començar a predicar a la vila d'Ardabau, a Frígia (actual Turquia). Abans de convertir-se al cristianisme podria haver estat un sacerdot pagà; Jeroni d'Estridó l'anomena semivir ("mig home"), cosa que es pot interpretar com que havia estat un sacerdot de la deessa Cibeles, als quals se'ls practicava la castració. Eusebi dona l'any 155 com a la data de la seva conversió. L'acompanyaven dues profetesses, Maximil·la i Prisca; Epifani dona la data de la mort de la primera (179) com el moment en què Montà comença la seva activitat. Es va proclamar veu del Paraclet, esperit de la veritat, i anuncia una imminent segona vinguda de Jesucrist i el descens de la Nova Jerusalem a una plana prop de Pepuza, a Frígia.
Malgrat que la seva doctrina sembla haver arrelat fortament a la regió al principi, amb numerosos pobles convertits sencerament al montanisme, passat l'entusiasme inicial ja només se'n troben seguidors a les zones rurals. A principis del segle III n'apareixen alguns seguidors a Roma, i també té una forta presència a Cartago, d'on surt potser el més famós defensor de la doctrina, Tertul·lià.
La seva condemna oficial es produeix durant el pontificat del papa Zeferí I (199–217), quan Montà ja havia mort.